# Список политических партий Индии
В Индии существует многопартийная система, в которую входят как национальные партии, так и региональные (действующие в пределах штата) и окружные. Статус партий периодически проверяется Избирательной комиссией Индии. Другие политические партии, желающие участвовать в местных, региональных или национальных выборах, должны быть зарегистрированы Избирательной комиссией Индии. Зарегистрированные партии повышаются до признанных партий национального или государственного уровня на основе объективных критериев. Признанная партия пользуется такими привилегиями, как зарезервированный партийный символ,[A] бесплатное эфирное время на государственном телевидении и радио, участие в консультацих при определении дат выборов и участие в установлении избирательных правил и положений.
Нижеприведённый список политических партий Индии составлен в соответствии с результатами парламентских и региональных выборов 2019 года, и любая партия, претендующая на статус национальной или региональной, должна соответствовать хотя бы одному из соответствующих критериев. Кроме того, национальные и региональные партии должны выполнять эти условия для всех последующих выборов, в противном случае они утратят свой статус. Согласно последней публикации Избирательной комиссии Индии, общее количество зарегистрированных партий составило 2698, из них 8 национальных, 51 региональная и 2638 непризнанных партий.
Все зарегистрированные партии, участвующие в выборах, должны выбрать символ из списка доступных символов, предлагаемого Избирательной комиссией Индии. Все 28 штатов страны, а также союзные территории Джамму и Кашмир, Национальная столичная территория Дели и Пондичерри избирают правительства, если не введено президентское правление при определённых условиях.

## История
Первыми в истории Индии политическими организациями стали Общество (Ассоциация) помещиков, созданная в 1838 году, и Бенгальское Британско-индийское общество, возникшее годом позже. Общество помещиков объединило крупных землевладельцев Бенгалии, Бихара и Ориссы. В 1851 году оба общества объединились в Британско-индийскую ассоциацию. В следующем, 1852 году, были созданы Ассоциация коренных жителей Мадраса (Мадрасская туземная ассоциация) и Бомбейская ассоциация. Члены этих и других общественных объединений разрабатывали планы реформированием системы управления Британской Индии, содействовали образованию и требовали для Индии представительства в британском парламенте.
В 1876 году группа молодых националистов из Бенгалии во главе с писателем и оратором Сурендранатхом Банерджи основали Индийскую ассоциацию (Индусское собрание).
В 1885 году в Бомбее состоялся учредительный съезд Индийского национального конгресса (ИНК), первой в истории страны общенациональной нерелигиозной политической организации. В неё фактически влились ранее созданные Британско-индийская ассоциация, Ассоциация коренных жителей Мадраса, Бомбейская ассоциация, Индусское собрание, Индийская лига и другие. Основателями Конгресса выступили такие известные индийские общественные деятели как Г. К. Гокхале, Ф. Мехта, С. Банерджи, Д. Наороджи. Руководство ИНК развернуло бурную деятельность в Индии, а также в Великобритании, используя различные формы парламентской легальной деятельности и личные связи. В 1892 году британский парламент принял закон, расширявший права индийцев на участие в выборах на куриальной основе в центральный и местные законодательные органы Британской Индии. Теперь ИНК стала требовать представительства в нижней палате британского парламента и добиваться через него для Индии статуса, близкого к статусу британского доминиона.
В начале XX века в Индии начинается период активного партийного строительства. Так, в 1905 году появляются Исламская группа, Националистическая партия, Новая националистическая партия, Общество служения Индии, а в следующем 1906 году создаются Всеиндийская мусульманская лига (ВМЛ) и Всеобщий союз индусов.
В 1921 году ИНК возглавил борец за независимость Индии Махатма Ганди, чья философия ненасилия (сатьяграха) оказала огромное влияние на движение за независимость. Большого влияния в Конгрессе добились соперничавшие с Ганди свараджисты во главе с Мотилалом Неру, которые выступали против массовых кампаний неповиновения, делая на парламентскую борьбу и рассчитывая через законодательные органы влиять на колониальную администрацию.
Основными конкурентами ИНК выступали Всеиндийская мусульманская лига (ВМЛ) и организация правоверных индуистов «Хинду Махасабха» (Великий союз индусов). В то время как лидеры Конгресса видели будущую Индию как единую страну, а индийскую нацию как объединение всех индийцев независимо от их национальности, религии или касты, ВМЛ пропагандировала теорию двух наций, согласно которой религиозное самосознание является основным для индийских мусульман, а язык и этничность при этом особой роли не играют. Этот религиозный раскол, грозивший перерасти в конфликт, вызывал серьёзную озабоченность руководителей ИНК. Параллельно зарождается левое движение, появляются разнообразные социалистические, а затем и коммунистические группы, которые действовали как в составе ИНК, так и вне его.
В 1934 году ИНК впервые принял участие в выборах в Центральное законодательное собрание, нижнюю палату парламента Британской Индии, заняв 44 из 105 выборных мест.. С тех пор и до выборов 1977 года Конгресс был ведущей партией индийского парламента, выигрывая одну выборную кампанию за другой.

## Национальные партии
Зарегистрированная партия признается национальной партией только в том случае, если она выполняет одно из трех условий, перечисленных ниже:
1. Партия должна получить 2 % мест в Лок сабхе как минимум от трёх разных штатов.[11]
2. На выборах в Лок сабха или законодательные собрания штатов партия набирает 6 % голосов в любых четырёх или более штатах и, кроме того, получает четыре места в Лок Сабха.
3. Партия получает признание в качестве региональной в четырёх штатах.
4. Партия получает не менее 8 % от общего числа действительных голосов, поданных в 4 или более штатах (с мандатами или без них).

В списке партии расставлены в зависимости от количества мест в нижней палате индийского парламента.
| Название | Название                                                                                               | Идеология | Год  | Лидер [D]               | Коалиция | ЛС  | ЗС | ЗС   | Символ   |
| -------- | --- | --- | ---- | ----------------------- | -------- | --- | -- | ---- | -------- |
|          | Бхаратия джаната парти (БДП) англ. Bharatiya Janata Party, BJP                                         | Хиндутва, интегральный гуманизм, консерватизм, антикоммунизм, социальный консерватизм, неолиберализм, правый популизм              | 1980 | Джагат Пракаш Надда     | НДА      | 301 | 94 | 1445 |          |
|          | Индийский национальный конгресс (ИНК) англ. Indian National Congress, INC                              | Зонтичная партия; секуляризм, прогрессивизм, социал-либерализм, социал-демократия, ведический социализм, демократический социализм | 1885 | Соня Ганди, Рахул Ганди | ОПА      | 52  | 36 | 767  |          |
|          | Всеиндийский конгресс инициативы масс[E] англ. All India Trinamool Congress, AITC (в народе как TMC)   | Социализм, антифашизм, антикоммунизм                                                                                               | 1998 | Мамата Банерджи         | ФФ       | 20  | 12 | 214  |          |
|          | Партия большинства народа англ. Bahujan Samaj Party, BSP                                               | Левоцентризм; амбедкаризм, секуляризм, социальное равенство, социальная справедливость, самоуважение                               | 1984 | Маявати                 | БДСФ     | 10  | 3  | 17   | Elephant |
|          | Партия националистического конгресса англ. Nationalist Congress Party, NCP                             | Либерализм | 1999 | Шарад Павар             | ОПА      | 5   | 4  | 59   |          |
|          | Коммунистическая партия Индии (марксистская) (КПИ(м)) англ. Communist Party of India (Marxist), CPI(M) | Коммунизм, марксизм | 1964 | Ситарам Йечури          | ЛФ, ЛДФ  | 3   | 6  | 88   |          |
|          | Коммунистическая партия Индии (КПИ) англ. Communist Party of India, CPI                                | Коммунизм, марксизм-ленинизм | 1925 | Дорайсами Раджа         | ЛФ, ЛДФ  | 2   | 1  | 2    |          |
|          | Национальная народная партия (ННП)[E] англ. National People's Party, NPP                               | Защита интересов племён Северо-Восточной Индии                                                                                     | 2013 | Конрад Сангма           | НДА      | 1   | 1  | 29   |          |

Партия, признанная национальной, может потерять признание, если она не отвечает критериям. Например, Раштрия джаната дал получила статус признанной партии национального уровня в 2008 году, но лишилась его в 2010 году.

## Региональные партии
Зарегистрированная партия признается региональной только в том случае, если она соответствует любому из следующих условий:
1. Партия должна получить не менее 6 % действительных голосов на выборах в законодательное собрание штата и получить не менее 2 мест в этом собрании штата.
2. Партия должна получить не менее 6 % действительных голосов на выборах в Лок Сабха и получить хотя бы 1 место в Лок Сабха.
3. Партия должна получить минимум 3 % от общего числа мест или минимум три места в Законодательном собрании, в зависимости от того, что больше.
4. Партия должна получить по крайней мере одно место в Лок Сабха на каждые 25 мест или любую их часть, отведенных этому штату.
5. Партия должна получить 8 % или более от общего числа действительных голосов, поданных в штате.

| Название | Название | Идеология | Год  | Лидер                        | Штаты и территории                 | ЛС | ЗС | ЗС  | Символ           |
| -------- | --- | --- | ---- | ---------------------------- | ---------------------------------- | -- | -- | --- | ---------------- |
|          | Партия простого человека англ. Aam Aadmi Party (AAP)                                                                                       | Центризм/левоцентризм; социализм | 2012 | Арвинд Кеджривал             | Пенджаб, Дели                      | 1  | 3  | 81  |                  |
|          | Всеиндийская федерация дравидского прогресса имени Аннадураи (АИАДМК) англ. All India Anna Dravida Munnetra Kazhagam, AIADMK               | Центризм; популизм, демократический социализм, регионализм, федерализм, дравидийский национализм                                                         | 1972 | Эдаппади Каруппа Паланисвами | Тамилнаду, Пондичерри              | 1  | 6  | 66  |                  |
|          | Всеиндийский передовой блок англ. All India Forward Bloc, AIFB                                                                             | Левые; левый национализм, антиимпериализм, социализм, марксизм                                                                                           | 1939 | Дебабрата Бисвас             | Западная Бенгалия                  | –  | –  | –   |                  |
|          | Всеиндийский совет мусульманского единства англ. All India Majlis-e-Ittehadul Muslimeen, AIMIM                                             | Исламская демократия; защита прав мусульман | 1927 | Асадуддин Оваиси             | Телингана                          | 2  | 0  | 14  |                  |
|          | Всеиндийский конгресс имени Н. Рангасвами англ. All India N.R. Congress, AINRC                                                             | Центризм; социал-демократия, популизм | 2011 | Н. Рангасвами                | Пондичерри                         | 0  | 0  | 10  |                  |
|          | Всеиндийский объединённый демократический фронт англ. All India United Democratic Front, AIUDF                                             | Правоцентризм/правые | 2005 | Бадруддин Аджмал             | Ассам                              | 1  | 0  | 16  |                  |
|          | Вседжаркхандский студенческий союз англ. All Jharkhand Students Union or AJSU PARTY                                                        | | 1986 | Судеш Махто                  | Джаркханд                          | 1  | 0  | 2   |                  |
|          | Народный совет Ассама (ННП) англ. Asom Gana Parishad, AGP                                                                                  | Правоцентризм; регионализм | 1985 | Атул Бора                    | Ассам                              | 0  | 1  | 9   |                  |
|          | Народная партия имени Биджу англ. Biju Janata Dal, BJD                                                                                     | Либерализм, регионализм | 1997 | Навин Патнаик                | Одиша                              | 12 | 9  | 113 |                  |
|          | Народный фронт Бодоланда англ. Bodoland People's Front, BPF                                                                                | Регионализм, секуляризм, демократический социализм | 2005 | Хаграма Мохилари             | Ассам                              | 0  | 0  | 4   |                  |
|          | Коммунистическая партия Индии (марксистско-ленинская) освобождения англ. Communist Party of India (Marxist–Leninist) Liberation, CPI-ML(L) | Крайне левые; коммунизм, марксизм-ленинизм | 1974 | Дипанкар Бхаттачария         | Бихар                              | 0  | 0  | 13  |                  |
|          | Национальная федерация дравидского прогресса англ. Desiya Murpokku Dravida Kazhagam, DMDK                                                  | Центризм; социал-демократия, секуляризм, популизм, всеобщее благосостояние, всеобщая занятость                                                           | 2005 | Виджаякант                   | Тамилнаду, Пондичерри              | 0  | 0  | 0   |                  |
|          | Дравида муннетра кажагам (ДМК) англ. Dravida Munnetra Kazhagam, DMK                                                                        | Социал-демократия, дравидийский национализм | 1949 | М. К. Сталин                 | Тамилнаду, Пондичерри              | 24 | 7  | 139 |                  |
|          | Передовая пария Гоа англ. Goa Forward Party, GFP                                                                                           | Регионализм | 2016 | Виджай Сардесай              | Гоа                                | 0  | 0  | 3   |                  |
|          | Народно-демократическая партия Мегхалаи англ. Hill State People's Democratic Party, HSPDP                                                  | Регионализм | 1968 | Хопингстон Лингдо            | Мегхалая                           | 0  | 0  | 2   |                  |
|          | Индийская национальная народная партия англ. Indian National Lok Dal, INLD                                                                 | Центризм; социальный либерализм, регионализм | 1996 | Ом Пракаш Чаутала            | Харьяна                            | 0  | 0  | 0   |                  |
|          | Мусульманская лига Индийского союза англ. Indian Union Muslim League, I.U.M.L.                                                             | Правые; защита интересов мусульман | 1948 | Сайед Хайдарали Шихаб Тангал | Керала                             | 3  | 1  | 15  |                  |
|          | Фронт коренных народов Трипуры англ. Indigenous Peoples Front of Tripura, IPFT                                                             | Регионализм, этнический национализм, сепаратизм, антииммигрантская, защита интересов коренных народов (трипура и другие)                                 | 2009 | Мевар Кумар Джаматия         | Трипура                            | 0  | 0  | 8   |                  |
|          | Национальная конференция Джамму и Кашмира англ. Jammu & Kashmir National Conference, JKNC                                                  | Кашмирият, автономизм, секуляризм, проиндийская | 1932 | Фарук Абдулла                | Джамму и Кашмир                    | 3  | 0  | 0   |                  |
|          | Национальная партия пантер Джамму и Кашмира англ. Jammu and Kashmir National Panthers Party, JKNPP                                         | Проиндийская, индусский национализм, выступает против особого статуса Джамму и Кашмира и за его полную ассимиляцию, демократия, секуляризм, феминизм     | 1982 | Бхим Сингх                   | Джамму и Кашмир                    | 0  | 0  | 0   |                  |
|          | Народно-демократическая партия Джамму и Кашмира англ. Jammu and Kashmir Peoples Democratic Party, PDP                                      | Кашмирият, автономизм, регионализм | 1999 | Мехбуба Муфти                | Джамму и Кашмир                    | 0  | 0  | 0   |                  |
|          | Народный конгресс Чхаттисгарха англ. Janata Congress Chhattisgarh, JCC                                                                     | Левые; социальная справедливость, феминизм, прямая демократия, аграризм                                                                                  | 2016 | Рену Джоги                   | Чхаттисгарх                        | 0  | 0  | 4   |                  |
|          | Народная партия (секулярная) англ. Janata Dal (Secular), JD(S)                                                                             | Секуляризм | 1999 | Х. Д. Деве Говда             | Карнатака, Керала, Аруначал-Прадеш | 1  | 1  | 34  |                  |
|          | Народная партия (объединённая) англ. Janata Dal (United), JD(U)                                                                            | Левоцентризм; социализм, секуляризм, интегральный гуманизм                                                                                               | 1999 | Нитиш Кумар                  | Бихар, Аруначал-Прадеш             | 16 | 5  | 46  |                  |
|          | Народная партия Джаннаяк англ. Jannayak Janata Party, JJP                                                                                  | Демократический социализм, солидарность | 2018 | Душьянт Чаутала              | Харьяна                            | 0  | 0  | 10  |                  |
|          | Фронт освобождения Джаркханда англ. Jharkhand Mukti Morcha, JMM                                                                            | Регионализм | 1972 | Шибу Сорен Хемант Сорен      | Джаркханд                          | 1  | 1  | 30  |                  |
|          | Конгресс Кералы (М) англ. Kerala Congress (M), KC(M)                                                                                       | Благополучие трудящихся, демократический социализм | 1979 | Хосе К. Мани                 | Керала                             | 1  | 0  | 5   |                  |
|          | Партия народных сил англ. Lok Janshakti Party, LJP                                                                                         | Защита интересов далитов | 2000 | Чираг Пашван                 | Бихар                              | 6  | 0  | 1   |                  |
|          | Армия преобразования Махараштры англ. Maharashtra Navnirman Sena, MNS                                                                      | Ультраправые; хиндутва, индусский национализм, правый популизм, экономический национализм, регионализм, ультранационализм, защита интересов маратхов     | 2006 | Радж Такерей                 | Махараштра                         | 0  | 0  | 1   |                  |
|          | Партия Махараштравади Гомантак англ. Maharashtrawadi Gomantak Party, MGP                                                                   | Центризм; регионализм, популизм | 1963 | Дипак Дхаваликар             | Гоа                                | 0  | 0  | 1   |                  |
|          | Национальный фронт Мизо англ. Mizo National Front, MNF                                                                                     | Левоцентризм/левые; левый популизм, демократический социализм, защита интересов мизо                                                                     | 1961 | Зорамтханга                  | Мизорам                            | 1  | 1  | 27  |                  |
|          | Народная конференция Мизорама англ. Mizoram People's Conference, MPC                                                                       | Регионализм | 1972 | Лалмангайха Сайло            | Мизорам                            | 0  | 0  | 0   |                  |
|          | Народный фронт Нага англ. Naga People's Front, NPF)                                                                                        | Регионализм | 2002 | Т. Р. Зелианг                | Манипур, Нагаленд                  | 1  | 1  | 29  |                  |
|          | Националистическая демократическая прогрессивная партия англ. Nationalist Democratic Progressive Party, NDPP                               | Регионализм | 2017 | Нейфиу Рио                   | Нагаленд                           | 1  | 0  | 21  | Глобус           |
|          | Народно-демократический альянс англ. People's Democratic Alliance, PDA                                                                     | Регионализм | 2012 | Б. Д. Беринг                 | Манипур                            | 0  | 0  | 0   | Корона           |
|          | Народно-демократический фронт англ. People's Democratic Front, PDF                                                                         | Регионализм | 2017 | Иванлум Марбанианг           | Мегхалая                           | 0  | 0  | 4   |                  |
|          | Народная партия Аруначала англ. People's Party of Arunachal, PPA                                                                           | Регионализм | 1977 | Камен Рингу                  | Аруначал                           | 5  | 4  | 59  |                  |
|          | Раштрия джаната дал англ. Rashtriya Janata Dal, RJD                                                                                        | Социализм, секуляризм, прогрессивизм | 1997 | Лалу Прасад Ядав             | Бихар, Джаркханд                   | 0  | 5  | 76  |                  |
|          | Раштрия Лок Дал англ. Rashtriya Lok Dal, RLD                                                                                               | Секуляризм | 1996 |                              | Уттар-Прадеш                       | 0  | 0  | 1   |                  |
|          | Раштрия Локтантрик парти англ. Rashtriya Loktantrik Party, RLP                                                                             | Хиндутва | 2018 | Хануман Бенивал              | Раджастхан                         | 1  | 0  | 3   |                  |
|          | Революционная социалистическая партия англ. Revolutionary Socialist Party, RSP                                                             | Левые; коммунизм, марксизм-ленинизм, революционный социализм                                                                                             | 1940 | Т. Дж. Чандрачудан           | Керала, Западная Бенгалия          | 1  |    |     |                  |
|          | Самаджвади парти англ. Samajwadi Party, SP                                                                                                 | Левоцентризм; социал-демократия, левый популизм | 1992 | Акхилеш Ядав                 | Уттар-Прадеш                       | 5  | 5  | 52  |                  |
|          | Широмани акали дал англ. Shiromani Akali Dal, SAD                                                                                          | Правоцентризм; пенджабият, консерватизм, федерализм | 1920 | Сухбир Сингх Бадал           | Пенджаб                            | 2  | 3  | 14  |                  |
|          | Шив Сена англ. Shiv Sena, SS | Правые/ультраправые; консерватизм, социал-консерватизм, хиндутва, индуистский национализм, экономический национализм, ультранационализм, правый популизм | 1966 | Уддхав Бал Такерей           | Махараштра                         | 18 | 3  | 57  |                  |
|          | Демократический фронт Сиккима англ. Sikkim Democratic Front, SDF                                                                           | Левоцентризм/левые; демократический социализм | 1993 | Паван Кумар Чамлинг          | Сикким                             | 0  | 1  | 1   |                  |
|          | Революционный фронт Сиккима англ. Sikkim Krantikari Morcha, SKM                                                                            | Демократический социализм | 2013 | Прем Сингх Таманг            | Сикким                             | 1  | 0  | 19  | Настольная лампа |
|          | Телангана Раштра Самитхи англ. Telangana Rashtra Samithi, TRS                                                                              | Правоцентризм; регионализм, популизм, федерализм, экономический либерализм                                                                               | 2001 | К. Чандрашекар Рао           | Телангана                          | 9  | 7  | 104 |                  |
|          | Телугу Десам парти англ. Telugu Desam Party, TDP                                                                                           | Правоцентризм; неолиберализм | 1982 | Нара Чандрабабу Найду        | Андхра-Прадеш, Телангана           | 3  | 1  | 23  |                  |
|          | Объединенная демократическая партия англ. United Democratic Party, UDP                                                                     | Регионализм, популизм | 1972 | Метбах Лингдох               | Мегхалая                           | 0  | 0  | 8   |                  |
|          | Партия Конгресса молодежи, рабочих и крестьян англ. Yuvajana Sramika Rythu Congress Party, YSRCP                                           | Регионализм | 2011 | Е. С. Джаганмохан Редди      | Андхра-Прадеш                      | 22 | 6  | 150 |                  |
|          | Зорамское народное движение англ. Zoram People's Movement, ZPM                                                                             | Регионализм | 2013 | Лалдухома                    | Мизорам                            | 0  | 0  | 0   |                  |

## Прочие известные партии
| Название | Идеология | Год  | Лидер                                   | Штат |
| --- | --- | ---- | --------------------------------------- | --- |
| Революционная коммунистическая партия Индии англ. Revolutionary Communist Party of India, RCPI               | Коммунизм, антисталинизм | 1934 | Бирен Дека                              | - Ассам - Западная Бенгалия |
| Самта парти англ. Samta Party, SAP                                                                           | Социализм | 1994 | Удай Мандал                             | - Бихар - Тамилнад - Пондичерри |
| Всеиндийская лига горкхи англ. Akhil Bharatiya Gorkha League, ABGL                                           | Защита интересов горкхи | 1943 | Бхарати Таманг                          | - Западная Бенгалия |
| Партия «Мы — тамилы» англ. Naam Tamilar Katchi, NTK                                                          | Тамильский национализм, энвайронментализм, популизм | 1958 | Сентхамижан Симан                       | - Тамилнад - Пондичерри |
| Объединенная гоанская партия англ. United Goans Party, UGP                                                   | Регионализм | 1963 | Атанасио «Бабуш» Монтсеррат             | - Гоа |
| Народная партия Манипура англ. Manipur Peoples Party, MPP                                                    | Правоцентризм; регионализм | 1968 | Нонгмейкапам Совакиран Сингх            | - Манипур |
| Партия «Пантеры Освобождения» англ. Viduthalai Chiruthaigal Katchi, VCK                                      | Тамильский национализм, против кастового и классового деления, защита интересов далитов                                                                   | 1982 | Thol. Thirumavalavan                    | - Тамилнад |
| Социалистическая республиканская партия англ. Socialist Republican Party, SRP                                | Социализм | 1975 | O. V. Sreedath                          | - Керала |
| Революционная партия Уттаракханда англ. Uttarakhand Kranti Dal, UKD                                          | Левоцентризм/левые; регионализм, протекционизм, гражданский национализм, демократический социализм                                                        | 1979 | Каши Сингх Эйри                         | - Уттаракханд |
| Фронт национального освобождения горкха англ. Gorkha National Liberation Front, GNLF                         | Автономия Горкхаланда, защита интересов горхка | 1980 | Манн Гхисинг                            | - Западная Бенгалия |
| Локдал англ. Lokdal, LD                                                                                      | Аграризм, секуляризм | 1980 | Шаран Сингх                             | - Уттар-Прадеш |
| «Мы — бенгальцы» англ. Amra Bangali, AMB                                                                     | Теория прогрессивного использования, бенгальский национализм                                                                                              | 1983 | Прабхат Ранджан Саркар                  | - Западная Бенгалия |
| Индийская лига защиты меньшинств англ. Bharatiya Minorities Suraksha Mahasangh, BMSM                         | Конституционализм, прогрессивизм, секуляризм, эгалитаризм                                                                                                 | 1983 | Сундар Шекхар                           | - Махараштра |
| Конгресс Кералы (Б) англ. Kerala Congress (B), KC(B)                                                         | Регионализм | 1989 | Раман Балакришна Пиллаи                 | - Керала |
| Республиканская партия Гондваны англ. Gondwana Ganatantra Party, GGP                                         | Автономия Гондваны, защита интересов гондов | 1991 | Хира Сингх Маркам                       | - Чхаттисгарх - Джаркханд - Махараштра |
| Конгресс Кералы (джакобианцы) англ. Kerala Congress (Jacob), KC(J)                                           | Регионализм, секуляризм, социализм, демократия | 1991 | Ануп Джакоб                             | - Керала |
| Марумаларчи дравида муннетра кажагам англ. Marumalarchi Dravida Munnetra Kazhagam, MDMK                      | Левоцентризм; социал-демократия, социальная справедливость, регионализм, дравидийский национализм                                                         | 1992 | Вайко                                   | - Тамилнад - Пондичерри |
| Путхия Тамилакам англ. Puthiya Tamilagam, PTK                                                                | Правоцентризм; тамильский национализм, социальное равенство, единство Тамилакама                                                                          | 1996 | К. Кришнасами                           | - Тамилнад |
| Тамил Маанила Конгресс англ. Tamil Maanila Congress, TMC(M)                                                  | Левоцентризм; , интегральный гуманизм, секуляризм, всеобщее благосостояние, зелёная политика, регионализм                                                 | 1996 | Говиндасвами Каруппия Васан             | - Тамилнад |
| Народная партия Конгунаду англ. Kongunadu Makkal Katchi, KMK                                                 | Защита интересов касты Конгу Веллалар | 2000 | А. М. Раджа                             | - Тамилнад |
| Совет национального единства англ. Ittehad-e-Millat Council, IEMC                                            | Защита интересов мусульман (Барелви) | 2001 | Токир Раза Хан                          | - Уттар-Прадеш |
| Народно-демократический фронт англ. Janganotantrik Morcha, JM                                                | Левые; коммунизм, марксизм-ленинизм | 2001 | Аджой Бисвас                            | - Трипура |
| Тамил Наду Конгу Илайнгар Перавай англ. Tamil Nadu Kongu Ilaingar Peravai, KIP                               | Регионализм, тамильский национализм, защита кастовой системы                                                                                              | 2001 | en:U. Thaniyarasu                       | - Тамилнад |
| Сухелдев Бхаратия Самадж парти англ. Suheldev Bharatiya Samaj Party, SBSP                                    | Секуляризм, социализм, социальная справедливость | 2002 | Ом Пракаш Раджбхар                      | - Уттар-Прадеш - Бихар |
| Партия национального общества англ. Rashtriya Samaj Paksha, RSP                                              | Секуляризм | 2003 | Махадев Джанкар                         | - Махараштра - Керала |
| Лок Сатта парти англ. Lok Satta Party, LSP                                                                   | Правоцентризм; классический либерализм, консервативный либерализм, фискальный консерватизм, экономический либерализм, федерализм                          | 2006 | Джая Пракаш Нараяна                     | - Андхра-Прадеш - Телангана |
| Горкха Джанмукти Морча (Гурунг) англ. Gorkha Janmukti Morcha (Gurung), GJM(G)                                | Автономия Горкхаланда, защита интересов горхка | 2007 | Бимал Гурунг                            | - Западная Бенгалия |
| Горкха Джанмукти Морча (Таманг) англ. Gorkha Janmukti Morcha (Tamang), GJM (T)                               | Автономия Горкхаланда, защита интересов горхка | 2007 | Бинай Таманг                            | - Западная Бенгалия |
| Партия мира англ. Peace Party, PP                                                                            | Благосостояние мусульман и управление в Индии согласно «Низам и Мустафа», борьба за права мусульман и далитов                                             | 2008 | Мохамед Айюб                            | - Уттар-Прадеш |
| Паттали Маккал Катчи англ. Pattali Makkal Katchi, PMK                                                        | Социал-демократия, популизм | 1989 | en:G. K. Mani                           | - Тамилнад - Пондичерри |
| Национальный совет улемов англ. Rashtriya Ulama Council, RUC                                                 | Защита прав мусульман | 2008 | Аамир Рашади Мадни                      | - Уттар-Прадеш |
| Манитханея Маккал Катчи англ. Manithaneya Makkal Katchi, MMK                                                 | Социал-демократия, социальная справедливость, эгалитаризм                                                                                                 | 2009 | en:M. H. Jawahirullah                   | - Тамилнад |
| Социал-демократическая партия Индии англ. Social Democratic Party of India, SDPI                             | Социал-демократия, справедливость, эгалитаризм, свобода, защита прав мусульман                                                                            | 2009 | M. K. Faizy                             | - Дели - Уттар-Прадеш - Раджастан - Гуджарат - Бихар - Мадхья-Прадеш - Джаркханд - Западная Бенгалия - Ассам - Манипур - Телангана - Махараштра - Гоа - Андхра-Прадеш - Тамилнад - Карнатака - Керала |
| Индийская демократическая партия англ. Indhiya Jananayaga Katchi, IJK                                        | Центризм; регионализм | 2010 | en:T. R. Paarivendhar                   | - Тамилнад |
| Партия религиозного единства англ. Quami Ekta Dal, QED                                                       | Защита прав мусульман | 2010 | Мухтар Ансари                           | - Уттар-Прадеш |
| Социалистическая народная партия (демократическая) англ. Samajwadi Janata Dal Democratic, SJDD               | Социализм, секуляризм, демократия | 2010 | Девендра Прасад Ядав                    | - Бихар - Уттар-Прадеш |
| Хинди Сена англ. Hindu Sena, HS                                                                              | Хиндутва, индусский национализм | 2011 | Вишну Гупта                             | - Нью-Дели |
| Партия благосостояния Индии англ. Welfare Party of India, WPI                                                | Всеобщее благосостояние, социальный консерватизм | 2011 | С. Р. Ильяс                             | - Керала - Тамилнад - Karnataka - Западная Бенгалия - Гуджарат - Раджастан - Махараштра |
| Бахуджан Мукти парти англ. Bahujan Mukti Party, BMP                                                          | Защита угнетённых и эксплуатируемых индийцев, в том числе из низших каст                                                                                  | 2012 | В. Л. Матанг                            | - Бихар - Уттар-Прадеш |
| Индийскиая гандистская партия англ. Indian Gandhiyan Party, IGP                                              | Гандизм, республиканизм, индийский национализм | 2012 | Ю. С. Аашин                             | - Керала |
| Конгунаду муннетра кажагам англ. Kongunadu Munnetra Kazhagam, KMK                                            | Правоцентризм; регионализм, автохтонизм, социал-консерватизм                                                                                              | 2001 | С. Рамасами Гоундер                     | - Тамилнад |
| Конгунаду Маккал Десия Катчи англ. Kongunadu Makkal Desia Katchi, KMDK                                       | Правоцентризм; регионализм, автохтонизм, социал-консерватизм                                                                                              | 2013 | Е. Р. Эсваран                           | - Тамилнад |
| Одиша Джан Морча англ. Odisha Jan Morcha, OJM                                                                | Социал-демократия | 2013 | Пьяримохан Мохапатра                    | - Одиша |
| Джана Сена парти англ. Jana Sena Party, JSP                                                                  | Левоцентризм/левые; регионализм, демократический социализм                                                                                                | 2014 | Паван Кальян                            | - Андхра-Прадеш - Телангана |
| Парам Дигвиджай Дал англ. Param Digvijay Dal, PDD                                                            | Создание бескастового общества, отмена налогов и пенсий, законность                                                                                       | 2014 | Адхьятмик Нета Кришна Мохан Шанкар Йоги | - Уттар-Прадеш |
| Партия всеиндийского индостанского конгресса англ. All India Hindustan Congress Party, AIHCP                 | | 2015 | Будда Пракаш Шарма                      | - Гуджарат - Раджастан - Карнатака - Мадхья-Прадеш - Чхаттисгарх |
| Партия народных прав (демократическая) англ. Jan Adhikar Party Loktantrik, JAP                               | Социализм, секуляризм, прогрессивизм, демократия | 2015 | Паппи Ядав                              | - Бихар - Уттар-Прадеш |
| Индийская Джан Шакт парти англ. Jan Shakti Party of India, JSPI                                              | Справедливость для всех, свобода мысли, выражения мнений и веры, равенство людей и сообществ                                                              | 2015 | Гаржит Сингх Азад                       | - Пенджаб |
| Индийский народный фронт англ. Hindustani Awam Morcha, HAM                                                   | Левоцентризм; социализм, секуляризм, интегральный гуманизм                                                                                                | 2015 | Житан Рам Манджхи                       | - Бихар |
| Наша партия (Сонэлал) англ. Apna Dal (Sonelal), AD(S)                                                        | Социальная справедливость, права женщин, эффективное управление                                                                                           | 2016 | Анупурия Патель                         | - Уттар-Прадеш |
| Гоа Суракша Манч англ. Goa Suraksha Manch, GSM                                                               | Регионализм, индусский национализм, популяризация языков конкани и маратхи, отмена грантов школам с английским языком обучения                            | 2016 | Субхаш Велингкар                        | - Гоа |
| НИШАД англ. Nirbal Indian Shoshit Hamara Aam Dal, NISHAD Party                                               | Защита прав и возможностей низших каст | 2016 | Санджай Нишад                           | - Уттар-Прадеш |
| Сварадж абхиян англ. Swaraj Abhiyan, SA                                                                      | Борьба с коррупцией, достижение справедливости во всех аспектах жизни — политическом, экономическом, социальном и культурном                              | 2016 | Йогендра Ядав                           | - Нью-Дели - Карнатака - Haryana |
| Всеиндийская партия прав женщин англ. All India Mahila Empowerment Party, AIMEP                              | Справедливость и равенство для всех, секуляризм, гендерное равноправие                                                                                    | 2017 | Новшера Шаик                            | - Телангана - Карнатака |
| Амма Маккал Муннетра Казагам англ. Amma Makkal Munnettra Kazagam, AMMK                                       | Левоцентризм; демократический социализм, социальная справедливость, социал-демократия, популизм, федерализм, дравидийский национализм, регионализм        | 2018 | en:T. T. V. Dhinakaran                  | - Тамилнад |
| Демократическая партия (демократическая) англ. Jansatta Dal (Loktantrik), JSD (L)                            | Равные права для всех каст, защита интересов далитов и молодёжи                                                                                           | 2018 | Рагхурам Пратар Сингх                   | - Уттар-Прадеш |
| Демократическая народная партия англ. Loktantrik Janata Dal, LJD                                             | Левоцентризм; социализм, защита низших каст | 2018 | Шарад Ядав                              | - Бихар - Керала |
| Маккал Нидхи Майам англ. Makkal Needhi Maiam, MNM                                                            | Центризм; дравидийский национализм | 2018 | Камал Хасан                             | - Тамилнад - Пондичерри |
| Прогрессивная социалистическая партия (Лохия) англ. Pragatisheel Samajwadi Party (Lohiya), PSP(L)            | Левоцентризм; социализм, секуляризм | 2018 | Шивпал Сингх Ядав                       | - Уттар-Прадеш |
| Широмани акали дал (объединённая) англ. Shiromani Akali Dal (Taksali), SAD(T)                                | Правоцентризм; пенджабият, консерватизм, сикхизм | 2018 | Сухдев Сингх Дхиндса                    | - Пенджаб |
| Фронт лишённого большинства англ. Vanchit Bahujan Aghadi, VBA                                                | Социальное равенство | 2018 | Пракаш Амбедкар                         | - Махараштра |
| Партия развития человека англ. Vikassheel Insaan Party, VIP                                                  | Развитие сообщества нишад | 2018 | Мукеш Сахани                            | - Бихар |
| Лок Инсааф парти англ. Lok Insaaf Party, LIP                                                                 | Регионализм, федерализм | 2019 | Симарджит Сингх Байнс                   | - Пенджаб |
| Наван Пенджаб парти англ. Nawan Punjab Party, NPP                                                            | Регионализм, федерализм | 2019 | Дхарамвир Ганди                         | - Пенджаб |
| Пенджаб Экта англ. Punjab Ekta Party, PEP                                                                    | Регионализм | 2019 | Сухпал Сингх Кхайра                     | - Пенджаб |
| Азад Самадж парти англ. Azad Samaj Party, ASP                                                                | Амбедкаризм, защита прав далитов | 2020 | Чандрашекхар Азад Раван                 | - Уттар-Прадеш - Мадхья-Прадеш - Бихар |
| Апни парти Джамму и Кашмира англ. Jammu and Kashmir Apni Party, JKAP                                         | Регионализм, девелопментализм, секуляризм, восстановление особого статуса Джамму и Кашмира, возвращение кашмирских беженцев-индуистов, защита прав женщин | 2020 | Алтаф Бухари                            | - Джамму и Кашмир |
| Рабочая партия Джамму и Кашмира англ. Jammu and Kashmir Workers Party, JKWP                                  | Регионализм, восстановление особого статуса Джамму и Кашмира, анти-истеблишмент                                                                           | 2020 | Мир Джунаид                             | - Джамму и Кашмир |
| Народная партия англ. Raijor Dol, RD                                                                         | Регионализм, защита коренных народов Ассама | 2020 | Акхил Гогой                             | - Ассам |
| Раштрия Джан Джан парти англ. Rashtriya Jan Jan Party, RJJP                                                  | Защита низших каст | 2020 | Ашутош Кумар                            | - Бихар |
| Фронт развития большинства англ. Bahujan Vikas Aaghadi, BVA                                                  | Правоцентризм; развитие села | 2009 | Хитендра Тхакур                         | - Махараштра |
| Индийский секулярный фронт англ. Indian Secular Front, ISF                                                   | Левоцентризм/левые; исламский социализм, секуляризм, конституционализм                                                                                    | 2021 | Наушад Сиддик                           | - Западная Бенгалия |
| Прогрессивный региональный альянс коренных народов англ. The Indigenous Progressive Regional Alliance, TIPRA | Защита интересов коренных народов Трипура | 2019 | Прадйот Бикрам Маникья Деб Барма        | - Трипура |
| Крестьянская и рабочая партия Индии англ. Peasants and Workers Party of India, PWP                           | Коммунизм, марксизм | 1948 | Джайант Прабхакар Патил                 | - Махараштра |
| Партия справедливости англ. Needhi Katchi, NK                                                                | Регионализм, защита прав низших каст | 2019 | en:A. C. Shanmugam                      | - Трипура |
| Индийская национальная лига англ. Indian National League, INL                                                | Защита прав мусульман | 1994 | Мохаммед Сулейман                       | - Керала |

## Исторические партии
- Всеиндийская мусульманская лига (1906—1947) — Идеология: панисламизм, консерватизм, теория двух наций. Была основана для защиты прав мусульманского меньшинства Индии от диктата индуистского большинства. Руководство лиги до 1940 года призывало к предоставлению Индии права самоуправления. Когда эта перспектива стала реальной, лидеры движения осознали, что в новом государстве будут доминировать индуисты. В связи с этим на повестку дня был поставлен вопрос о выделении из Британской Индии областей, населённых мусульманами. После образования Пакистана была распущена, на её базе были созданы Мусульманская лига[англ.] в Пакистане, Авами лиг в Бангладеш и Мусульманская лига Индийского союза[англ.] в Индии.
- Партия справедливости[англ.] (1917—1944) — создана на конференции небраминов. Идеология: социализм, защита интересов небраминов. С 1920 по 1937 год сформировала четыре из пяти кабинетов в Мадрасском президентстве и находилась у власти тринадцать лет. Партия справедливости и созданная на её базе Дравидар Кажагам являются идеологическими предшественниками современных дравидийских партий, таких как ДМК и АИАДМК.
- Народная социалистическая партия[англ.] (1952—1972) — образована в результате слияния Социалистической партии и Рабоче-крестьянской народной партии. Идеология: социализм.
- Республиканская партия Индии[англ.] — создана в 1957 году по инициативе юриста, политика и лидера «неприкасаемых» Бхимрао Рамджи Амбедкара. Идеология: конституционализм, республиканизм, амбедкаризм, прогрессивизм, секуляризм, эгалитаризм.
- Свободная партия (Сватантра) (1959—1974) — организована группой деятелей ИНК, недовольных тенденциями этатизма и государственного социализма в руководстве партии. Идеология: консерватизм, экономический либерализм, антикоммунизм. В 1960-х являлась основной силой правой оппозиции ИНК. В 1970-х в основном утратила влияние и влилась в партию Бхаратия лок дал.
- Конгресс Кералы[англ.] (1964—1979) — основан в штате Керала в результате раскола в правящем Индийском национальном конгрессе. Раскололся на восемь партий.
- Джаната (1977—1999) — организована в результате объединения партий Бхарат Джана сангх, Бхарат лок дал, Социалистической партии, Конгресса за демократию и одной из фракций Индийского национального конгресса, с целью отстранить от власти Индиру Ганди. Идеология: интегральный гуманизм, ведический социализм, консерватизм. Победив на выборах 1977 года, стала первой партией, которая нанесла поражение ИНК. Постепенно распалась на различные мелкие партии, в основном региональные.
- Коммунистическая марксистская партия (1986—2014) — основана бывшим лидером КПИ(М) М. В. Рагхаваном, после того как его исключили. Участвовала в выборах в ассамблею штата Керала. В марте 2014 года партия раскололась на две фракции.
- Джаната дал (1988—1999) — образована году в результате слияния фракций Джаната парти (Лок дал, Индийский национальный конгресс (социалистический) и Джан морча). Изначально была аморфной партией, объединявшей как социалистов, так и консерваторов, как бывших недовольных членов ИНК (И), так и выходцев из противостоящей ему Джаната парти. Идеология: популизм и социал-демократия. Дважды приходила к власти в 1989 и 1996 году. Пережив несколько расколов, была распущена в 1999 году.
- Ассоциация защиты демократии[англ.] — создана в 1994 году лидером КПИ (м) К. Гоури Амма после её исключения из партии. Идеология: коммунизм, марксизм.

### Комментарии
- A  Если партия признана национальной или региональной, её символ зарезервирован для исключительного использования в стране или в штате.[26][27]
- B  Во всех штатах и союзных территориях, за исключением штата Ассам, где кандидаты должны выбирают символ из списка незанятых символов, определённого Комиссией.
- C  В дополнение к тем, которые включены, их общее количество составляет 1761.
- D  Текущие лидеры являются главами своих партий, а не обязательно лидерами партийной фракции в индийском парламенте.
- E  В сентябре 2019 года Избирательная комиссия Индии признала национальными партиями Всеиндийский конгресс инициативы масс и Национальную народную партию[англ.].[12][13]